# 5804 Бамбінідіпраґа
5804 Бамбінідіпраґа (5804 Bambinidipraga) — астероїд головного поясу, відкритий 9 вересня 1985 року.
Тіссеранів параметр щодо Юпітера — 3,473.